# 塔卡霍 (新澤西州)
塔卡霍（英語：Tuckahoe）是位於美國新澤西州開普梅縣的普查規定居民點。

## 人口
根據2020年美國人口普查的數據，塔卡霍的面積為2.70平方千米，皆為陸地。當地共有人口357人，而人口密度為每平方千米132.22人。